# (33719) 1999 LA27
1999 LA27 (asteroide 33719) é um asteroide da cintura principal. Possui uma excentricidade de 0.16754220 e uma inclinação de 13.89850º.
Este asteroide foi descoberto no dia 9 de junho de 1999 por LINEAR em Socorro.